# Andrzej Kurnicki
Andrzej Kurnicki (ur. 1958) – polski ekonomista, specjalista z zakresu finansów, rynków kapitałowych i bankowości. Ambasador RP w Kanadzie (2017–2022).

## Życiorys
Absolwent Wydziału Zarządzania Uniwersytetu Warszawskiego. W latach 1980–1984 działał w strukturach organizacji studenckich (założyciel Niezależnego Zrzeszenia Studentów na WZ UW) oraz w Klubie Inteligencji Katolickiej. W 1984 wyjechał do Niemiec na praktyki studenckie. Studiował na Uniwersytecie w Gießen. W 1986 wyjechał do Stanów Zjednoczonych. W 1989 uzyskał stypendium naukowe od The Polish Heritage Association za wkład w budowanie polskiej tożsamości w USA. W 1990 na Uniwersytecie Johnsa Hopkinsa uzyskał tytuł magistra nauk administracyjnych. Uzyskał także licencjat brokera w USA.
Pracował w sektorze prywatnym. Równocześnie prowadził aktywne życie społeczne wśród Polonii amerykańskiej. W 1994, wspólnie z World Trade Centre Institute i U.S. Chamber of Commerce, zorganizował misję handlową 140 przedsiębiorców z Polski do USA. W 1998 powrócił do Polski. Rozpoczął pracę jako wykładowca na Wydziale Zarządzania UW, a w 2002 na Uczelni Łazarskiego. W 2012 objął kierownictwo Katedry Finansów i Bankowości, a następnie Zakładu Rynków Kapitałowych. W 2011 obronił pracę doktorską na WZ UW pod kierownictwem Andrzeja Sopoćki nt. polityki monetarnej USA.
Pełnił funkcję sekretarza rady nadzorczej Banku Ochrony Środowiska oraz doradcy prezesa Bankowego Funduszu Gwarancyjnego.
W 2017 został ambasadorem RP w Kanadzie. Listy uwierzytelniające złożył 12 września 2017. Odwołany z dniem 31 marca 2022.